# Dohoda o likvidaci plutonia
Dohoda o likvidaci plutonia je dohoda mezi Spojenými státy a Ruskem podepsaná v roce 2000, kde se oba státy dohodly na likvidaci významné části jejich „přebytečného“ zbraňového plutonia (nad rámec toho, co potřebují pro své jaderné zbraně) .  Upravená verze byla podepsána v dubnu 2010 a vstoupila v platnost v červenci 2011.
USA mají asi 90 tun plutonia vhodného pro zbraně, zatímco Rusko má 128 tun. USA deklarovaly 60 tun jako přebytek, zatímco Rusko deklarovalo 50 tun přebytek. Obě strany se dohodly, že každá z nich odstraní 34 tun.
Dohoda upravuje přeměnu nepotřebného plutonia na směsné oxidické palivo (MOX) používané k výrobě elektřiny. Obě strany byly požádány, aby přeměnily 34 tun plutonia jakosti zbraňového plutonia na plutonium reaktorové kvality a zároveň dosáhly standardu vyhořelého paliva, které je smícháno s dalšími produkty s vyšším vyzařováním ve vyhořelém palivu.
V roce 2007 začaly USA v lokalitě Savannah River s výstavbou závodu na výrobu smíšených oxidických paliv (MFFF). Z finančních důvodů americký prezident Barack Obama v roce 2016 zrušil výstavbu MFFF a navrhl, aby bylo plutonium naředěno neradioaktivním materiálem a uloženo v podzemním zařízení WIPP. Ředění však mohlo být obráceno a materiál přeměněn zpět na zbraňové plutonium.
V roce 2015 bylo Rusko na dobré cestě a začalo vyrábět palivo MOX ve svém vlastním zařízení MOX pro svůj rychlý reaktor BN-800.
Dne 3. října 2016 ruský prezident Vladimir Putin nařídil pozastavení dohody, protože USA podle něj neplnily své závazky.